# ガブリエル・ペネジオ
ガブリエル・ペネジオ（Gabriel Penezio、1994年8月11日 - ）は、ブラジル・サンパウロ出身のフットサル選手。名古屋オーシャンズ所属。フットサルブラジル代表。ポジションはピヴォ・アラ。

## 経歴
2011年にSCコリンチャンスでデビューし、2015年にはペピータとも一緒にプレーした。2014年と2015年にはU-20ブラジル代表として南米U-20フットサル選手権で優勝した。
2016年にはジョインヴィレ・フットサルに移籍した。2017年にはリーガ・ナシオナルで優勝し、タッサ・ブラジルとともに2冠を達成した。2016年シーズンは19試合に出場して8得点、2017年シーズンは23試合に出場して10得点、2018年シーズンは19試合に出場して7得点、2019年シーズンは24試合に出場して10得点を挙げている。
2020年5月、日本フットサルリーグの名古屋オーシャンズと契約した。背番号はコロナ・ジョインヴィレ時代と同じ77。左利きのピヴォという点では退団したばかりのラファと同じである。コロナ禍だったことからチームへの合流が遅れ、10月末にようやく来日した。
2022年8月、フットサルブラジル代表に初招集される。

## 所属クラブ
- 2011-2016  SCコリンチャンス
- 2016-2020  ジョインヴィレ・フットサル（英語版）
- 2020-  名古屋オーシャンズ

## 代表歴
ブラジル代表
- 2022年

## タイトル
- ジョインヴィレ・フットサル
  - リーガ・ナシオナル（英語版） : 2017
  - タッサ・ブラジル（英語版） : 2017

- U-20ブラジル代表
  - 南米U-20フットサル選手権（英語版） : 2014、2015
- 名古屋オーシャンズ
  - Fリーグ オーシャンカップ : 2022